# アッパーデックジャパン
アッパー・デック・ジャパン株式会社（英語名: Upper Deck Japan KK）は、かつて日本国内に存在した株式会社である。アメリカのアッパー・デック社を本社としており、アッパー・デック・グループに属していた。
アッパー・デック・グループは特徴的なビジネスであるメモラビリア事業を展開している。メモラビリアとはプロスポーツ選手が実際に使用したスポーツ用品を商品化したもので、アッパー・デック社ではマイケル・ジョーダン、タイガー・ウッズ、アルバート・プホルスなど各スポーツ界の有名選手と独占的な協定を結び、公式の直筆サイン商品を企画販売している。また、アメリカメジャースポーツのトレーディングカードなどの企画販売も手がけている。
日本国内においてはこれらのアッパー・デック・グループ商品の輸入販売を行う一方で、独自企画のトレーディングカードゲームなどキャラクターグッズの制作・販売を行っていた。2009年からは日本国内においてもメモラビリア事業を立ち上げたが、2010年11月に破産した。

## 主な事業

### メモラビリア
- プロ野球助っ人外国人直筆サインボールシリーズ
- イチロー9年連続200本安打記念メモラビリア

### トレーディングカード
- スポーツトレーディングカード
- 「ビートルズ」トレーディングカード（2010年発売予定）

### トレーディングカードゲーム
- CLAMP in CARDLAND
- ロザリオとバンパイア トレーディングカードゲーム
- ああっ女神さまっ with 逮捕しちゃうぞトレーディングカードゲーム
- キャンパスナイトフジトレーディングトランプ
- World of Warcraft（ワールド オブ ウォークラフト） トレーディングカードゲーム
- 牙-KIBA- トレーディングカードゲーム
- THE EYE OF JUDGMENT

### トイ・ホビー
- 「Wild Republic（ワイルド・リパブリック）」